# Nos occupations
Nos occupations est une pièce de théâtre de David Lescot parue en 2008 et créée en 2010 au Centre dramatique national d'Orléans.

## Argument
Pendant la Seconde Guerre mondiale, l'histoire et le quotidien d'un groupe de Résistants.

## Distribution
- Scali Delpeyrat : Vernon
- Marie Dompnier / Sara Llorca : Frésure
- Céline Milliat-Baumgartner : Clarisse
- Grégoire Oestermann : Le Tanneur
- Norah Krief : Merle
- Christophe Vandevelde / Jean-Christophe Quenon : Mercier (Le Barbu)
- Piano : Damien Lehman[2]

## Mise en scène
Lors de la création, le plateau est décoré par des carcasses de pianos. Un seul est en bon état et est utilisé au cours de la pièce.